# Sergy (Ain)
Sergy is een gemeente in het Franse departement Ain (regio Auvergne-Rhône-Alpes). De plaats maakt deel uit van het arrondissement Gex. Sergy telde op 1 januari 2022 2.279 inwoners.

## Geografie
De oppervlakte van Sergy bedraagt 9,46 km², de bevolkingsdichtheid is 229 inwoners per km².
De onderstaande kaart toont de ligging van Sergy met de belangrijkste infrastructuur en aangrenzende gemeenten.

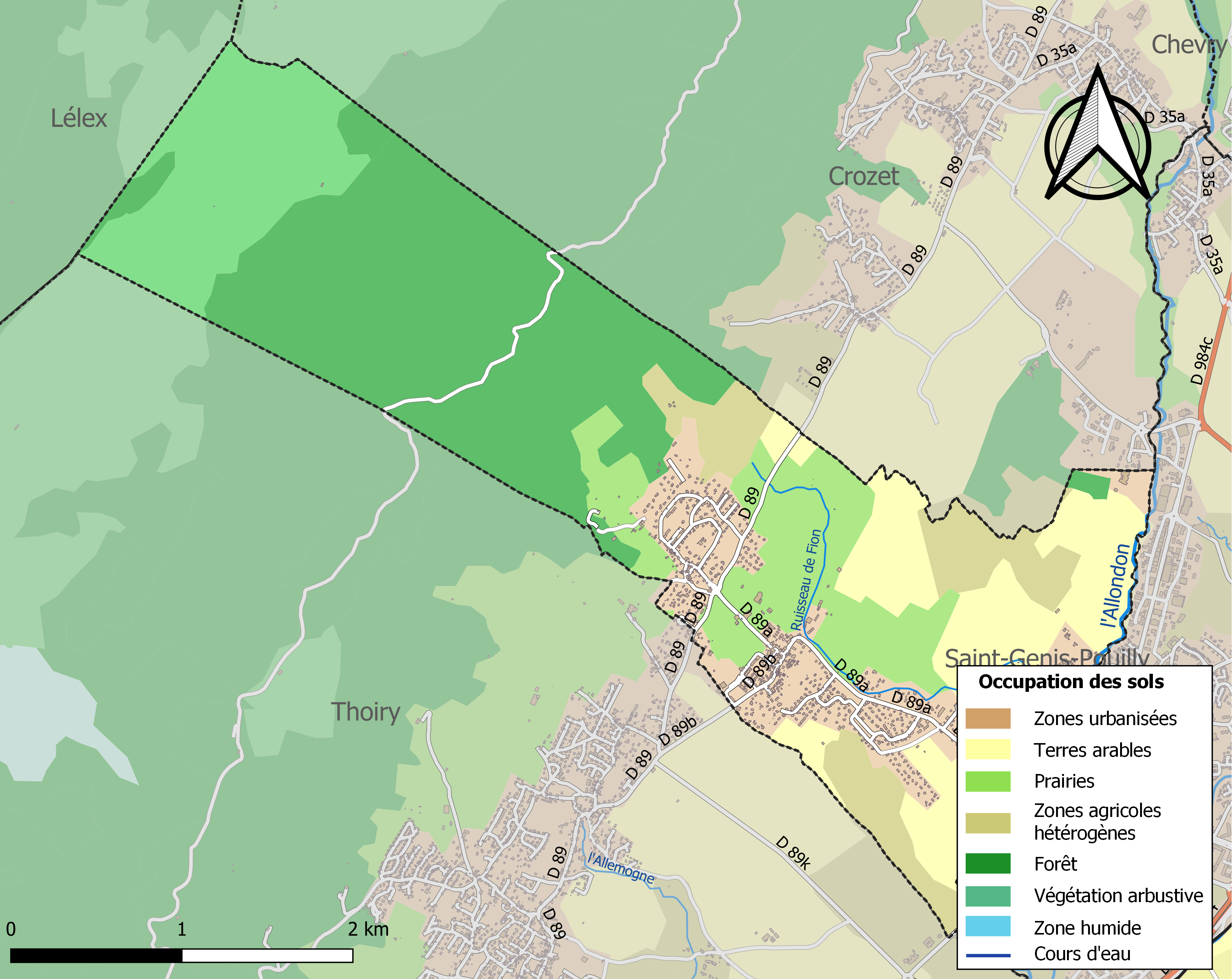

## Demografie
Onderstaande figuur toont het verloop van het inwonertal (bron: INSEE-tellingen).

Vanwege een beveiligingsprobleem met de MediaWiki Graph-software is het momenteel niet mogelijk deze grafiek weer te geven. Zodra de software is bijgewerkt zal de grafiek vanzelf weer zichtbaar worden.